# مردم‌گریزی
مردم‌گریزی (به انگلیسی: Asociality) به عدم علاقه فرد به شرکت در روابط اجتماعی و انجام کارها به تنهایی می‌گویند. تفاوت فرد مردم‌گریز با فرد ضداجتماعی (به انگلیسی: antisocial) این است که برخلاف او علاقه‌ای به ضدیت علیه اجتماع و شرایط آن ندارد نام این بیماری در بین عوام مردم به سندرم فرید شهرت دارد.
مردم‌گریزی در آیین‌های رهبانیت چون کاتولیسیزم، بوداگرایی و تصوف ویژگی پسندیده‌ای به‌شمار می‌آید که باعث جدایی از زندگی سکولاریته و به تفکر بدون مزاحمت دیگران کمک می‌کند.
اندازه‌ای از مردم‌گریزی در افراد درون‌گرا مشاهده می‌شود درحالی‌که اندازه بالای آن در افراد مبتلا به شیزوفرنی دیده می‌شود که از ویژگی‌های آن عدم توانایی احساس راحتی در رابطه نزدیک با دیگران است.(Davidson & Neale 1994) مردم‌گریزی در اغلب افراد مبتلا به نشانگان آسپرگر و درخودماندگی هم دیده می‌شود.
در اردوگاه‌های کار اجباری آلمان نازی کسانی را که مردم‌گریز می‌دانستند مجبور به داشتن نشان مثلث سیاه بر روی لباسشان می‌کردند. دسته‌های دیگری از افراد نیز باید این نشان را بر لباسشان می‌زدند از جمله: بیماران روانی، افراد بی‌خانمان، معتادان به الکل، روسپیان و صلح‌طلبان.